# King Diamond
Cet article concerne le chanteur. Pour le groupe éponyme, voir King Diamond (groupe).
Pour les articles homonymes, voir Diamond.
 (décembre 2013).
Si vous disposez d'ouvrages ou d'articles de référence ou si vous connaissez des sites web de qualité traitant du thème abordé ici, merci de compléter l'article en donnant les références utiles à sa vérifiabilité et en les liant à la section « Notes et références ».
Kim Bendix Petersen, alias King Diamond (né le 14 juin 1956 à Copenhague) est un chanteur et musicien danois de metal. Connu grâce à ses prestations avec Mercyful Fate, il commence une carrière solo après la séparation du groupe, dans un registre moins thrash, plutôt heavy. Réputé pour ses performances vocales impressionnantes (cris, hurlement, narration, voix théâtrales et diverses, parfois suraiguës), il n'en reste pas moins un des musiciens metal les plus sombres (maquillage quasi-black avant l'heure, disques racontant des histoires d'horreurs, aux atmosphères très sombres, torturées) et originaux de son époque.

## Biographie

### Mercyful Fate
Petersen commence sa carrière musicale à 19 ans, en tant que guitariste dans un groupe de reprises danois : Brainstorm,. Mais le futur King quitte vite ce groupe, pour rejoindre Black Rose, un autre groupe local. C'est à partir de ce moment qu'il commence à chanter. Découvrant Alice Cooper, il se découvrit également une passion pour des musiques sombres, macabres, et des mises en scène horrifiques et théâtrales. Cette découverte le fait quitter Black Rose, pour enchaîner sur son troisième groupe en deux ans, Brats. Constitué de Timi « Grabber » Hansen à la basse, Michael Denner à la guitare, et Hank Shermann (Rene Krolmark de son vrai nom, et bassiste-guitariste de son état), Brats constitue la base de ce qui deviendrait Mercyful Fate. Sur un fond punk-metal, le King travaillait sa voix, en essayant d'en développer un côté presque macabre. Finalement, le groupe accueillit un cinquième membre, Kim Ruzz, un batteur, puis devint Mercyful Fate, en 1980. La machine est lancée, et il fallait encore produire une démo, réalisée quelques mois plus tard. Curse Of The Pharaohs marqua les esprits, et attira de nombreux labels.
En septembre 1982, Mercyful Fate enregistre son premier EP Mercyful Fate chez les néerlandais de Rave-On Records. La presse applaudit la tentative ; trois titres furent joués l'année suivante au BBC Rock Show[réf. nécessaire]. Enfin, en juin 1983, Roadrunner Records engage le groupe. Melissa verra le jour quelques mois plus tard, et marquera le début de la renommée pour Mercyful Fate et son leader, King Diamond. Cet album est encore considéré par certains comme un des précurseurs du black metal, de par ses ambiances sombres et le satanisme revendiqué par le King. De plus, il restera, avec la plupart de ses successeurs, une des influences de groupes comme Metallica, qui joueront de nombreuses reprises de Mercyful Fate. En mai 1984, le groupe enregistre un deuxième album, Don't Break The Oath qui sort lui aussi chez Roadrunner Records. Atteignant également par la suite le statut de culte, il prolonge le succès et assoit la réputation du groupe. Pourtant, les membres se séparent juste après.

### Carrière solo
C'est à ce moment que la carrière solo de King Diamond débute. Accompagné de Michael Denner, Timi Hansen (eux deux aussi venant de Mercyful Fate), Andy Larocque, et Mikkey Dee, il sortira son premier album en 1986 : Fatal Portrait.
Les vocaux déjantés du Diamond et les solos implacables de Larocque créeront un style unique, entre dark metal et metal gothique, avec par-dessus cette énergie heavy. Le successeur du portrait fatal naquit l'année suivante : Abigail marqua une légère évolution vers un style un peu plus théâtral, renforcé par les différents tons du chanteur. De plus, le King conta pour la première fois une de ses histoires horrifiques sur un album (concept qu'il reprit maintes fois) ; en l'occurrence celle d'une femme hantée par le fantôme d'un enfant mort-né. Michael Denner et Timi Hansen quitteront le King peu après la sortie de l'album, respectivement remplacés par Pete Blakk et Hal Patino. Plusieurs concerts seront filmés pendant la tournée qui succédera à Abigail, en 1987, mais le live ne parut pas immédiatement.
Petersen enregistre Them, où parait la chanson Welcome Home, pour laquelle un clip est filmé, et diffusé sur MTV. La gloire du King grandissait de façon exponentielle, mais Mikkey Dee quitta le groupe à son tour, peu avant l'enregistrement du successeur de Them. Un premier remplaçant, Chris Whitemeier, fut jugé incapable de jouer en live, et fut remercié pendant l'enregistrement de Conspiracy. Mikkey Dee retourna en tant que batteur session, pour finaliser l'album, et fit définitivement ses adieux au King pour rejoindre Motörhead. Finalement, c'est Snowy Shaw qui fut titularisé au poste de batteur. The Eye poursuivit l'œuvre du Danois et parut en 1990. C'est pendant son enregistrement que Snowy Shaw et Pete Blakk travaillèrent pour la première fois sur le travail de composition, auparavant exécuté dans sa quasi-totalité par Andy Larocque et King Diamond (sur des idées de base de ce dernier). Cet album marque également la fin de la collaboration du Roi avec Roadrunner Records, ainsi qu'avec Hal Patino et Pete Blakk, virés pour problème de drogue. En se séparant également d'Andy Larocque, le groupe n'est plus. Pendant qu'il était sans contrat, King Diamond retrouva Hank Shermann et Michael Denner, anciens membres de Mercyful Fate, et apprécia leurs récentes compositions, dans le groupe Zoser Mez. Apprenant que Hank était en phase de composition, le Danois recontacta ses anciens compères, et ainsi fut ressuscité un groupe mythique. En 1991, en pleine période d'inactivité, le projet solo de King Diamond délivra tout de même son premier témoignage live avec In Concert 1987: Abigail.

### Reformation

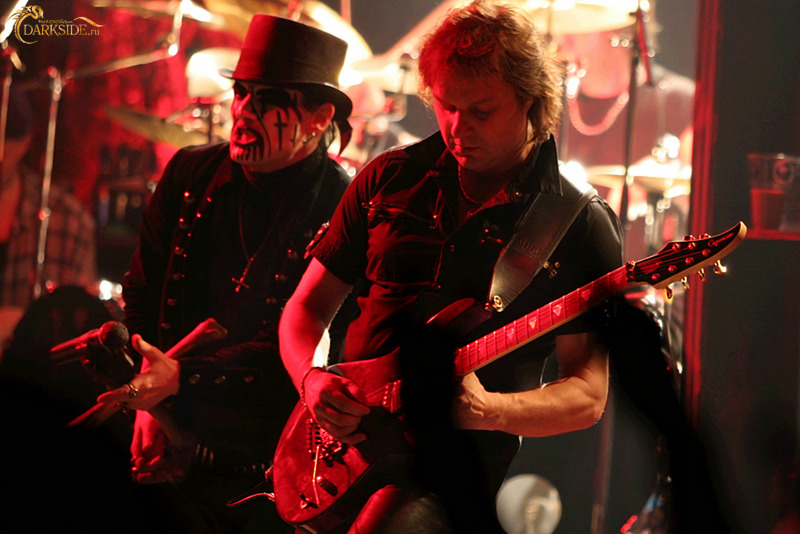
King Diamond en concert en 2006.

Le groupe reconstitué était tel que ses membres l'avaient laissé, à l'exception de Kim Ruzz, qui fut remplacé par Snowy Shaw. Signant chez Metal Blade tout comme King Diamond, Mercyful Fate enregistra In The Shadows. Une tournée s'ensuivit, après laquelle Timi Hansen quitta le groupe. Vite remplacé par Sharlee d'Angelo, le groupe retourna en studio en mai 1994, et enregistra Time. Malheureusement, le hasard persistait à contrarier le groupe, et Snowy Shaw quitta le groupe, et fut remplacé pour la tournée de Time par Bjarne Holm. Le septembre de la même année, King Diamond rentra une nouvelle fois en studio, pour un nouvel album solo, le premier depuis quatre ans avec un line-up totalement neuf, excepté l'irremplaçable Andy Larocque : Chris Estes à la basse, Herb Simonsen en tant que second guitariste et Darrin Anthony à la batterie. Le résultat fut The Spider's Lullabye, sorti chez Massacre Records. Une tournée mondiale s'ensuivit, puis le chanteur retourna avec Mercyful Fate, pour enregistrer un nouvel album. Into the unknown paraitra en janvier 1996, suivi cinq mois plus tard de l'enregistrement du nouveau King Diamond : The Graveyard. À ce moment, King Diamond voulut organiser une grande tournée où les deux groupes joueraient ensemble. Malheureusement, les promoteurs l'en découragèrent, pensant que cette tournée ne serait pas rentable. Du coup, il ne fit une tournée qu'avec Mercyful Fate, avant laquelle Michael Denner démissionna, sitôt remplacé par Mike Wead. Et comme un malheur n'arrive jamais seul, une bonne partie de la tournée fut annulée car King Diamond tomba gravement malade.
Après s'être remis sur pied, il réussit enfin à monter son projet de faire une tournée avec les deux groupes en même temps.
Pendant ces quelques semaines de concerts, Anthony Darrin se blessa, et dut être remplacé par John Luke Hebert (qui a joué dans Chastain). Après ces mois difficiles, le Danois fit une pause, pour finir de se remettre, et apprécier quelques jours de repos. En juillet 1997, il enregistra l'album Voodoo pour sa carrière solo, et immédiatement après l'album Dead Again de Mercyful Fate. En avril 1998, il pourra enfin faire sa première tournée aux États-Unis en tant que King Diamond. Une actrice aura été payée[Qui ?] pour interpréter certains rôles dans les histoires horrifiques dont se délectent le King et ses fans. Herb Simonsen ne fera pas le voyage, et sera remplacé par Glen Drover (du groupe canadien Eidolon). La tournée gigantesque enfla la cote de popularité du chanteur. De plus, en juillet, la même année, Mercyful Fate donna une autre tournée également dans le même pays. En hiver 1999, Mercyful Fate enregistra 9, plus que jamais dans un registre satanique. Le designer de la pochette était le même que pour Don't Break The Oath. L'album parut le 18 juin 1999. La même année, King Diamond vira Chris Estes, pour le remplacer par David Harbour (du groupe Chastain). Avec ce nouveau line-up, le King sortira en 2001 un nouveau concept-album : House Of God.
En 2003 il est un des chanteurs invités par Dave Grohl pour son projet Probot.
En novembre 2019 sort un single, Masquerade Of Madness, tiré du futur album The Institute en préparation pour 2020 : le scénario de ce concept-album se déroulera dans un institut psychiatrique des années 1920.

### Santé

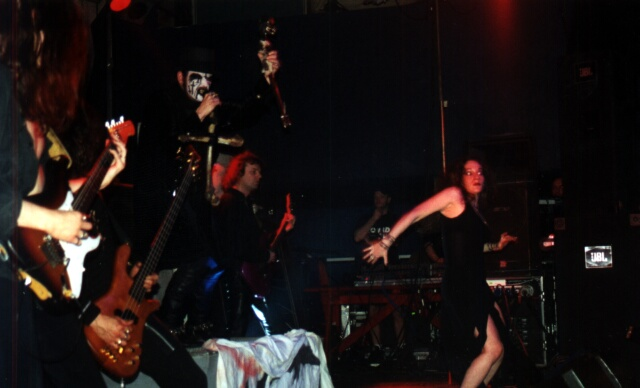

Le 29 novembre 2010, King Diamond est emmené à l'hôpital pour y subir un triple pontage coronarien : une artère était complètement bouchée, une seconde bouchée à 90 % et la troisième à 65 %. L'opération dura sept heures et fut un succès. Le 7 décembre 2011 King Diamond fait son retour sur scène en interprétant un titre en compagnie de Metallica pour le 30e anniversaire du groupe. Le 24 janvier 2012, il annonce sa participation en juin à deux festivals, le Sweden Rock Festival et le Hellfest,. À la suite de ces deux concerts de chauffe, il tourne depuis régulièrement avec son groupe.

## Performances scénique
Sur scène, King Diamond utilise une poignée de micro constitué d'un os de fémur et d'un os de tibia qui forment une croix. King Diamond utilise aussi un crâne humain qu'il a nommé Melissa. Dans les années 1980, le crâne a été volé lors d'une performance aux Pays-Bas. Au fil des années, King Diamond a changé son maquillage. Avec Conspiracy, il portait une peinture de guerre en noir et blanc avec un peu de faux-sang. Sur l'album The Puppet Master il portait du maquillage noir et blanc avec des croix à l'envers.

## Discographie

### Albums studio
- 1986 - Fatal Portrait
- 1987 - Abigail
- 1988 - Them
- 1989 - Conspiracy
- 1990 - The Eye
- 1995 - The Spider's Lullabye
- 1996 - The Graveyard
- 1998 - Voodoo
- 2000 - House of God
- 2002 - Abigail II: The Revenge
- 2003 - The Puppet Master
- 2007 - Give Me Your Soul...Please
- TBA - The Institute

### Singles
- 1985 - No Presents for Christmas
- 1986 - Halloween
- 1987 - The Family Ghost
- 1988 - Welcome Home
- 1990 - Eye of the Witch
- 2019 - Masquerade Of Madness
- 2024 - Spider Lilly

### EP
- 1985 - Demo
- 1989 - The Dark Sides
- 1999 - Collector's Item

### Live
- 1990 - In Concert 1987: Abigail
- 2004 - Deadly Lullabyes: Live

### Compilations
- 1992 - A Dangerous Meeting
- 2001 - Nightmare in the Nineties
- 2001 - Decade of Horror
- 2003 - The Best of King Diamond

### Autre
- 2001 - Black Rose: 20 Years Ago-A Night of Rehearsals

### Apparitions d'invités
- 2000 - Usurper - Necronemesis (de Necronemesis)
- 2001 - Absu - The Cognate House of Courtly Witches Lies West of County Meath et She Cries the Quiet Lake (de Tara) (Crédité comme Masthema Mazziqim)
- 2004 - Probot - Sweet Dreams (de Probot)
- 2005 - Cradle of Filth - Devil Woman (Cliff Richard Cover) (de Nymphetamine)
- 2007 - Toxik - Radio Spot (track 22) (de World Circus Reissue)
- 2011 - Metallica - Mercyful Fate Medley (de December 7, 2011: The Fillmore, San Francisco, CA)
- 2013 - Volbeat - Room 24 (de Outlaw Gentlemen and Shady Ladies)
- 2022 - HammerFall - Venerate Me (de Hammer of Dawn)